# Driles
Els driles (en llatí Drilae, en grec antic Δρῖλαι) eren un poble del Regne del Pont, prop de Trapezus (Trebisonda).
Xenofont al cinquè llibre de l'Anàbasi diu que amb els seus homes va fer una incursió al país dels driles. que era muntanyós i de difícil accés. Els driles, segons ell, eren el poble més guerrer de tots els que habitaven el Pont i que la ciutat principal es deia també Driles. Arrià, a la seva obra Periple del Pont Euxí, anomena el poble amb el nom de drillae. Esteve de Bizanci els anomena Δρύλαι ("drylai"), però pot ser un error del copista.